# Erannis ankeraria
Erannis ankeraria là một loài bướm đêm trong họ Geometridae.